# Wostok-2018

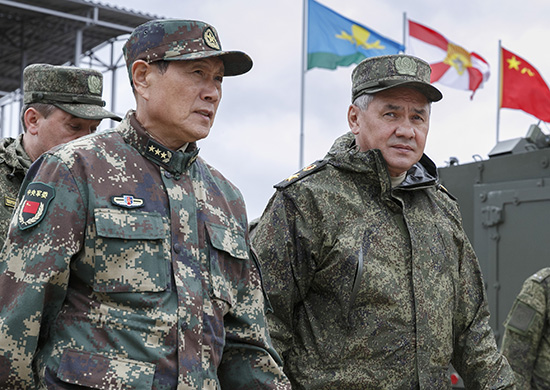
Der chinesische und der russische Verteidigungsminister besuchen einen Kommandoposten.

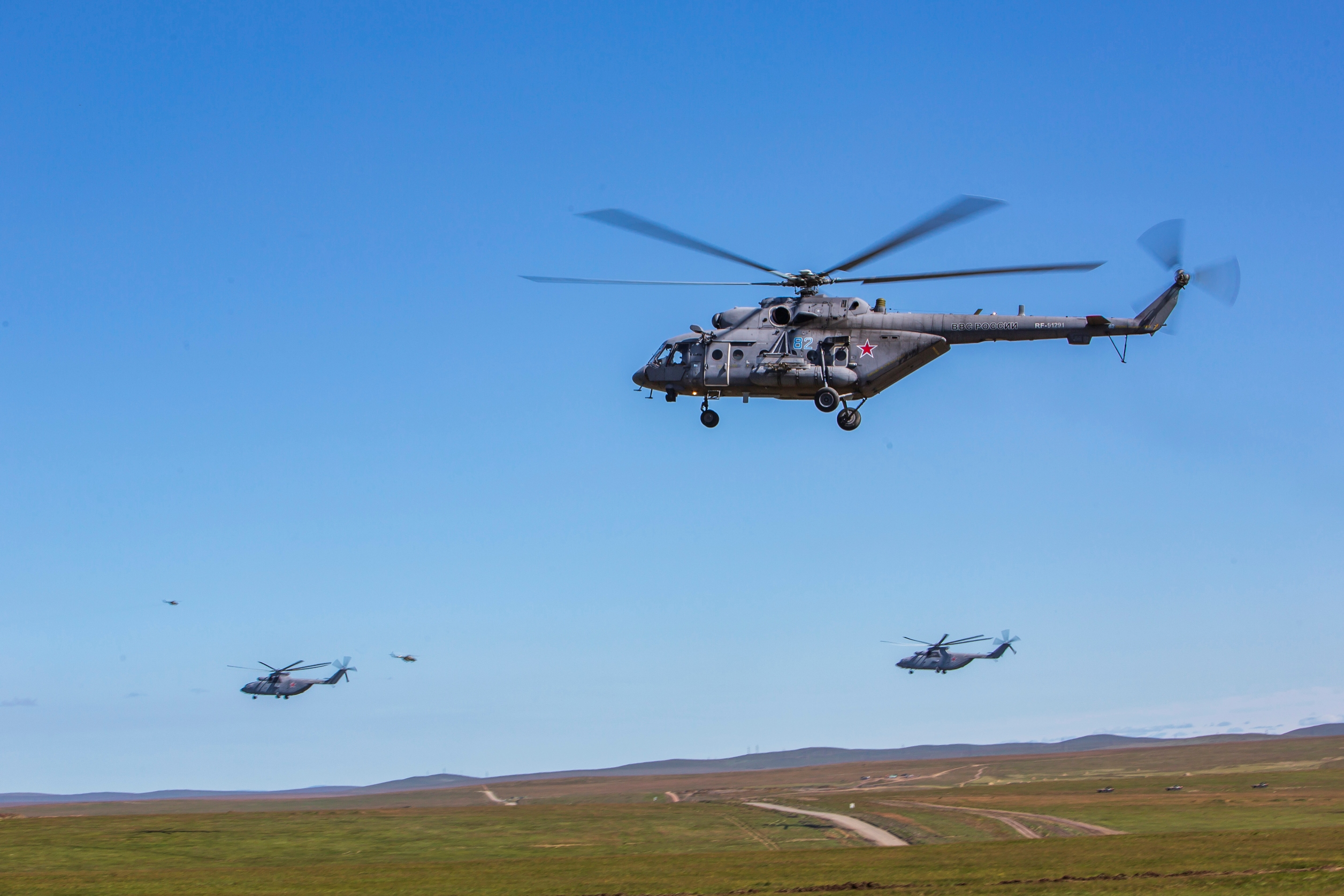
Russische Hubschrauber Mil Mi-8 (vorne) und Mil Mi-26

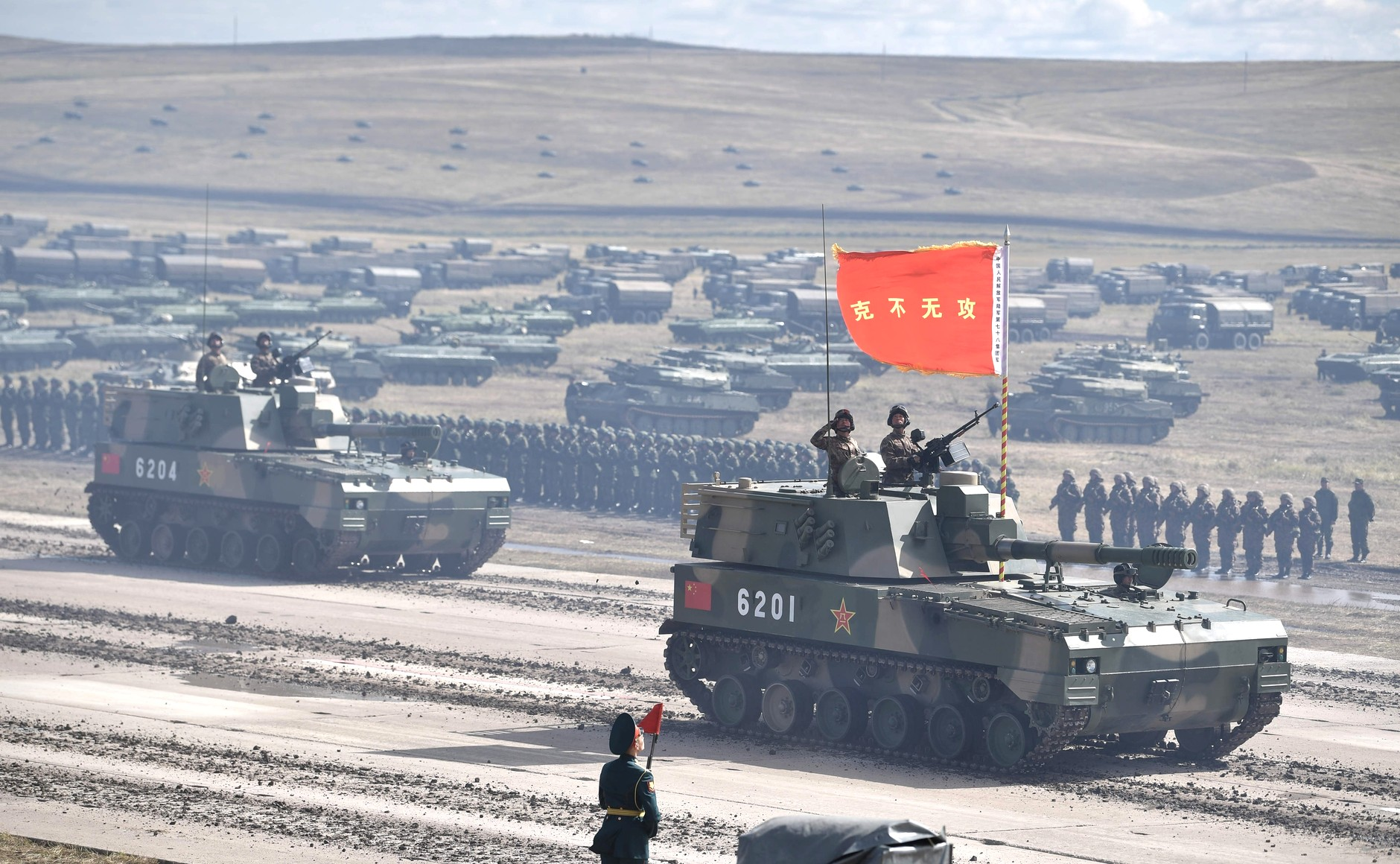
Chinesische PLZ-07-Panzerhaubitzen in Zugol, Region Transbaikalien

Wostok-2018 (russisch Восток-2018, auf Deutsch „Osten 2018“) war ein Militärmanöver der Streitkräfte Russlands unter Beteiligung der mongolischen Streitkräfte und der chinesischen Volksbefreiungsarmee im September 2018. Das Manöver fand vom 11. bis 17. September 2018 statt.
Auf russischer Seite nahmen Kräfte des östlichen und des zentralen Militärbezirks, der Nordflotte, der Luftlandetruppen sowie der Luft- und Weltraumkräfte teil. Gemäß dem russischen Verteidigungsminister Sergei Schoigu war auf russischer Seite die Teilnahme von 297.000 Soldaten, mehr als 1000 Luftfahrzeugen, bis zu 36.000 Fahrzeugen (Panzern, gepanzerten Fahrzeugen und sonstigen Fahrzeugen) sowie bis zu 80 Schiffen geplant. Westliche Nachrichtendienste  hielten diese Zahlen für übertrieben. Sie zählten rund 25.000 Soldaten, 7000 Fahrzeuge sowie 250 Kampfflugzeuge und Hubschrauber. Auf chinesischer Seite nahmen unter anderem 3000 Soldaten sowie mehrere Dutzend Flugzeuge und Helikopter teil. Weiter wurden die chinesischen Verbände von einem kleinen Kontingent mongolischer Truppen unterstützt.
Laut Sergei Schoigu handelte es sich um die größte Übung seit Sapad 81 im Jahr 1981, 37 Jahre zuvor. Ein Besuch des russischen Präsidenten Wladimir Putin bei dem Manöver erfolgte am 13. September.